# Sam Houston State Bearkats

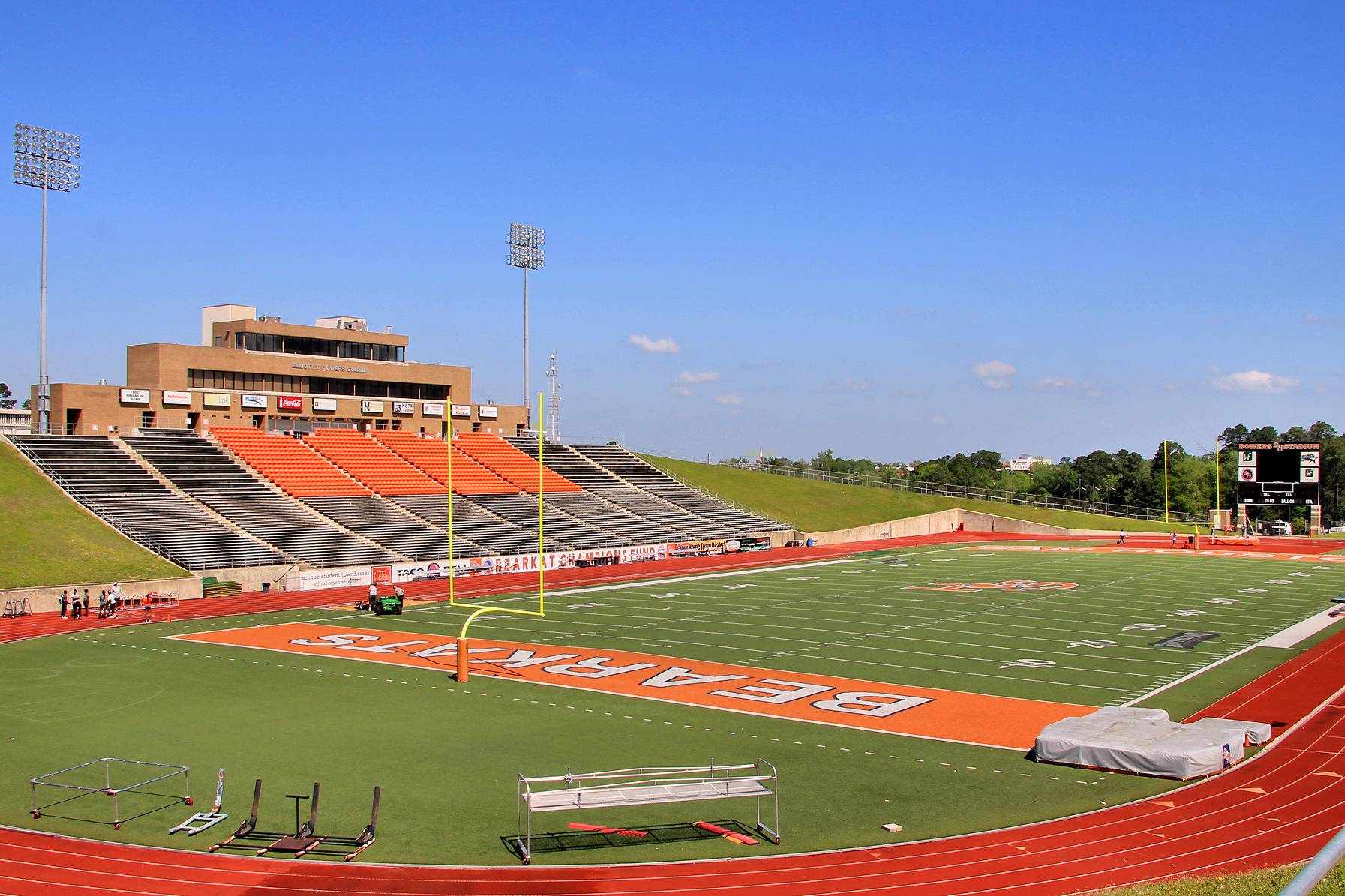
Bowers Stadium

Sam Houston Bearkats (español: los Manturones de la Estatal Sam Houston) es el nombre de los equipos deportivos de la Universidad Estatal Sam Houston, situada en Huntsville (Texas). Los equipos de los Bearkats participan en las competiciones universitarias organizadas por la NCAA, y forman parte de la Conference USA desde 1 de julio de 2023.

## Apodo y mascota
Los equipos deportivos de la universidad se denominan "Bearkats" desde 1923. El nombre procede de un eslogan de la época, que decía tough as a Bearkat! (duro como un manturión). La ortografía, cambianco la "c" por una "k" en bearcat incita a pensar en una figura mitológica. La universidad eliminó la palabra "State" de su marca deportiva en 2020.

## Programa deportivo
Los Bearkats compiten en 7 deportes masculinos y en 9 femeninos:
| - Masculino - Atletismo al aire libre - Atletismo cubierta - Baloncesto - Béisbol - Cross - Fútbol americano - Golf | - Femenino - Atletismo al aire libre - Atletismo cubierta - Baloncesto - Bowling - Cross - Golf - Fútbol - Sóftbol - Voleibol |

## Instalaciones deportivas

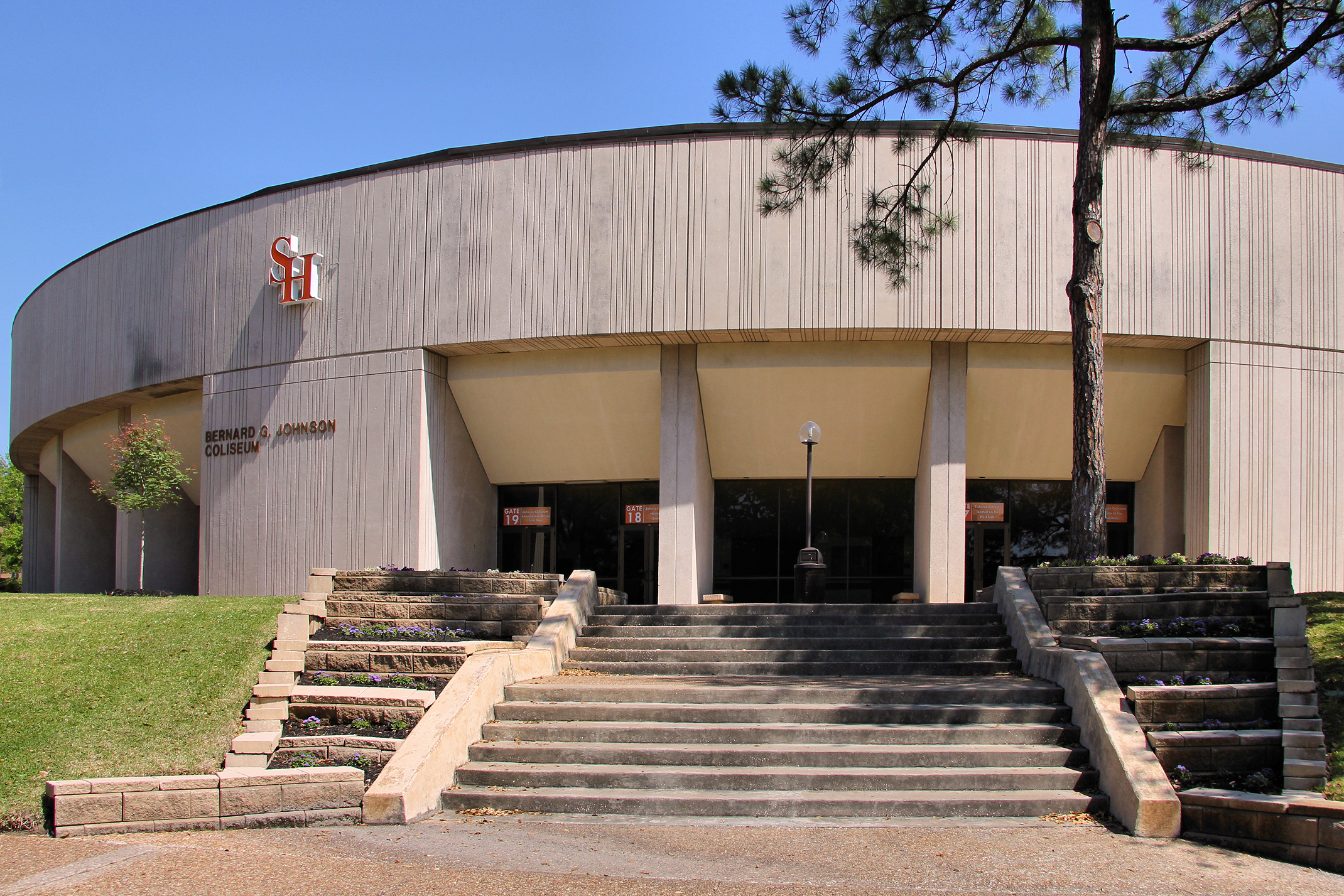
Bernard Johnson Coliseum

- Bernard Johnson Coliseum es el pabellón donde disputan sus partidos los equipos de baloncesto y voleibol. Fue inaugurado en 1976 y tiene una capacidad para 6.110 espectadores.[3]
- Bowers Stadium, es el estadio donde disputan sus encuentros el equipo de fútbol americano. Inaugurado en 1986, tiene una capacidad para 12.593 espectadores.[4]